# Liam Gallagher
William John Paul «Liam» Gallagher (Mánchester, 21 de septiembre de 1972) es un cantante, compositor y crítico británico. Conocido por ser el líder de Oasis y de Beady Eye, el grupo que integraron algunos miembros de Oasis tras su separación. Fue uno de los líderes del movimiento britpop en los años 90, y continúa hasta el día de hoy siendo uno de los personajes característicos y más reconocibles de la música británica.

## Biografía
Liam nació en el área de Longsight de Manchester es el menor de 3 hijos de Tommy y Peggy Gallagher, ambos irlandeses, siendo Paul el mayor y Noel el segundo. De pequeño se lo conocía como “La sombra de Peggy”, ya que normalmente vivía colgado de ella, o “El niño Weetabix”, ya que le gustaba mucho ese cereal. Tommy Gallagher era alcohólico, y como el hijo más joven de la familia, Liam se libró de sus abusos, siendo Noel quien se llevó la peor parte. A los 14 años, Peggy se separó de su marido, y se llevó a sus hijos con ella.
Sus hermanos concuerdan que de pequeño Liam se caracterizaba por llevarle la contra a todos, excepto a Noel, con quién compartía el cuarto. Cuando tenía 8 años, pasó por una etapa en la que odiaba la música, y hasta insultaba a la gente que pasaba por la calle con guitarras, llamándolos “estudiantes”. Noel siempre remarcó que durante esa etapa, él se estaba convirtiendo en un guitarrista prometedor. El hecho de tener que compartir un cuarto siempre fue algo que ayudó a que se estén peleando constantemente. Durante su adolescencia, los hermanos eran verdaderos rufianes, robando bicicletas, radios y coches para venderlos y comprar marihuana.[cita requerida]
Sus hermanos aseguran que Liam nunca demostró interés en la música, excepto a mediados y fines de los 80 cuando comenzó a gustar del rap. De hecho, Liam asevera que recién comenzó a darle importancia a la música luego de un show en el “International Two” de Manchester, donde vio a Stone Roses. La banda de Ian Brown no era el acto principal esa noche, pero colgaron pósteres y retrasaron su subida al escenario para que pareciera eso. Luego, Liam comenzó a escuchar The Beatles, The Kinks, The Jam y T.Rex, y así comenzó su obsesión con John Lennon. Sin embargo, cuando los Roses no pudieron superar su álbum debut, Liam se decepcionó, y decidió formar una banda. Cuando su amigo de secundaria Paul McGuigan lo invitó a unírseles, el accedió sin problemas, pero insistió en que el nombre de la banda debía cambiar de “The Rain” a “Oasis”. El nombre surge a partir de un póster de las presentaciones de Inspiral Carpets.
Liam era el cocompositor de la banda, junto al guitarrista principal de la banda, Paul Arthurs. Al llegar Noel a la banda, esto cambiaría por completo.
Liam se encargaba de las letras y Arturs de la música. Los temas “Life In Vain” y “Take Me” son de su autoría. El último tema fue el único aprobado por Noel, que quería regrabarlo, sin embargo, los productores se negaron a grabarla de nuevo.
En la ceremonia de los Brit Awards del 96, Noel y Liam comenzarían a cantar “Shitelife”, una parodia del éxito de la banda de Londres Blur, “Parklife”. En la misma ceremonia, Noel también insultaría a Michael Hutchence, cantante de INXS y Liam bromearía un poco con él.
En marzo de 1996, un periódico Inglés le pagó al padre de los Gallagher para que le diera el encuentro a sus hijos, que se hospedaban en un hotel de Londres. Al verlo Noel se fue a su cuarto, pero Liam aprovechó la ocasión para amenazar a su padre. Esto fue publicado luego con el titular “Creí que Liam me iba a matar”.
Ese mismo año, Liam se negó a presentarse en el MTV Unplugged de la banda, horas antes de la grabación, pero luego decidió bajar y Noel no se lo permitió. El mismo Noel tuvo que cantar, y dijo que Liam tenía dolor de garganta y que no le gusta tocar en forma acústica, pero luego Noel comentaría que Liam estaba un poco borracho. Lo que más molestó a Noel fue que Liam se dedicó a molestarlo desde un balcón durante el show. Un par de días después Noel nuevamente tuvo que ocupar el lugar de cantante, cuando Liam no quiso viajar a Estados Unidos diciendo que necesitaba tiempo para comprar una casa.
En 1996 Liam participaría junto al exguitarrista de Stone Roses, John Squire, en el disco de su nuevo proyecto “The Seahorses”, escribiendo la letra del simple “Love Me And Leave Me”.
Liam se casó con la actriz Patsy Kensit el 7 de abril de 1997, antes de la salida de su tercer álbum. Sin embargo, Liam apareció en los diarios días antes, debido a que lo acusaron de haber salido por la ventana de su auto, agarrado a un ciclista y arrastrarlo. Afortunadamente, el ciclista no sufrió lesiones y Liam solo recibió una advertencia. En enero de 1998, Lisa Moorish dio a luz a Molly, hija de Liam, producto de un affaire solo una semana después de casarse. Otro incidente, esta vez en un avión, y aparentemente por un “scone”, provocó que prohibieran a Liam viajar en los vuelos de Cathay Pacific. Ya en Australia, Liam fue acusado de golpear a un fan que quería una foto. Luego Liam se admitió culpable, y se llegó a un acuerdo extrajudicial.
El 13 de septiembre de 1999 nace Lennon, el segundo hijo de Liam y primero con su esposa. Un año más tarde, se divorciaría de Kensit. Poco después, comenzaría a salir con Nicole Appleton, cantante del grupo All Saints.
Finalmente, en febrero de 2000 sale a la venta el cuarto álbum de Oasis, que incluye por primera vez un tema de Liam. En mayo, Noel abandonaría la gira después de una pelea con Liam en Barcelona.
El 2 de julio de 2001 nace Gene, primer hijo con Nicole y el tercero para Liam. El siguiente álbum de Oasis, “Heathen Chemistry”, contiene esta vez 3 temas de Liam, uno de ellos el primero en llegar a ser lanzado como sencillo. “Songbird” es una balada sobre su amor por Nicole.
En diciembre de 2002, Liam perdió 3 dientes en una pelea en un bar en Alemania. Alan White y Liam fueron arrestados y liberados al poco tiempo sin cargos.
En 2004, apareció en los titulares al revelarse que pagaba 2000 libras por pensión alimenticia a sus hijos Molly, Lennon y Gene. Además criticó al padre del otro hijo de Moorish, Pete Doherty, por no tener la misma responsabilidad. La relación se pone cada vez más tensa, debido al abuso de heroína por parte de Doherty, quién visita a Moorish bajo la influencia de esta droga.
El siguiente álbum de la banda, “Don’t Believe The Truth”, contaría nuevamente con 3 temas de Liam, y 2 de ellos que aparecieron como b-sides. Se especuló que la balada “Guess God Thinks I’m Abel” es una disculpa por los acontecimientos en Barcelona en 2000.
Liam no cree estar progresando como compositor, ya que generalmente necesita la ayuda de otros. “A veces me trabo con las letras, porque no soy bueno con las palabras”.
Una vez Liam definió su forma de cantar como una mezcla de John Lennon y John Lydon. Noel comentó que a veces utiliza ciertas palabras en sus temas solo por como Liam las pronuncia. Es el caso de “shine”, influenciado probablemente por el fraseo de John Lennon. “Ahora lo hace todo el tiempo”, bromeó Noel. Algunas revistas lo nombraron el “mejor cantante de rock de los últimos 25 años” y otras le volvieron a dar ese puesto luego del último álbum.
En el escenario, la actitud de Liam ha sido tanto alabada como criticada. Generalmente se lo compara con Ian Brown, por su forma de caminar, su pandero y la forma en que se para y mira al público. Es muy característica la pose en la que canta, con sus manos en la espalda, flexiona una rodilla al costado, con su cuello hacia arriba. Esta pose probablemente le dé su tono distintivo al cantar. Justamente, luego de muchos años de cantar así, sumado al cigarrillo y el alcohol, han hecho que Liam pierda parte de su rango vocal. En diciembre de 2005, Noel expresó estar frustrado con esto, diciendo que “elegimos unos cuantos temas que quisiéramos tocar, y luego viene Liam y los tacha, dejando solo los que puede cantar. Entonces nos miramos y decimos ‘mierda, son exactamente las mismas canciones que copiamos antes’”.
Al igual que Noel, Liam es conocido por su personalidad abierta y sus opiniones sin temor a las repercusiones.
En verano de 2013 se descubrió una infidelidad de él hacia su aún esposa Nicole Appleton con la periodista Liza Ghorbani con la que tuvo una hija llamada Gemma Gallagher. Esto hizo que se divorciara y empezara a salir con su mánager Debbie Gwyther.

## Frontman
Liam es conocido por su original estilo de cantar y su presencia en el escenario. Su voz es instantáneamente reconocida en cualquier canción de Oasis o Beady Eye.
La revista inglesa NME regularmente proclama al menor de los Gallagher como "el mejor cantante británico de los últimos 25 años".
Su particular forma de caminar, en puntas de pie y con una actitud desafiante, es otra de sus marcas.
Además es famoso por su peculiar pose al cantar, ya que nunca agarra el micrófono desde agosto de 1994, por el contrario pone las manos a su espalda o en los bolsillos, una de sus rodillas doblada, el torso hacia adelante y la cabeza hacia atrás como queriendo alcanzar el micrófono. Esta forma de pararse en los conciertos ha sido sugerida como una de las razones de su distintiva voz, la cual se ha transformado en una marca registrada de Oasis.
Sin embargo muchos años cantando en esa pose, pero sobre todo el exceso de alcohol y tabaco y su problema de tiroides, han hecho que su voz no sea la misma que en su comienzo. La voz de Liam ha perdido considerablemente fuerza y alcance, algo que es obvio en los conciertos de la última época de Oasis en los que no podía alcanzar las notas altas. Aunque este tema es regularmente un objeto de debate entre los fanes de Oasis, en 2002 en una entrevista para la BBC, Liam admitió no poder cantar algunas canciones de sus primeros años en vivo porque ya no tenía veintiún años, es evidente que su voz se ha desvanecido notablemente desde entonces. En 2005 Noel contó su frustración en cuanto a los cambios en el setlist de sus conciertos: "Hicimos una lista con otras canciones que queríamos tocar en vivo, Liam las tachó todas y después trajo una lista de las cuales podía cantar y vimos que eran las mismas malditas canciones de la última vez".

## Carrera musical

### Oasis (1991-2009)
Bajo la tutela de Noel, la banda consiguió un contrato y grabó "Definitely Maybe", el álbum debut de ventas más rápidas de la historia. Sin embargo, durante la primera gira por Norteamérica, Liam cambiaba las letras de los temas de modo que ofendan tanto a Noel como al público americano. Esto provocó que Noel abandonara el tour, y se fuera a San Francisco. La tensión siguió durante la grabación del segundo álbum, “(What’s The Story) Morning Glory?”. Una brutal pelea que incluía un palo de cricket se desató luego de que Liam invitara a todos los asistentes de un pub al estudio.
Este segundo álbum sería aún más exitoso que el primero, y también daría pie a una batalla pública con Blur. Noel sería el que daría el primer golpe, pero Liam no se quedaría atrás.
En la última era de Oasis, la banda adoptó una postura más democrática en cuanto a la composición de las canciones, dándole a Liam la oportunidad de mostrar sus habilidades en esta particular área, la cual dominaba Noel Gallagher.
Liam tuvo algunos enfoques artísticos antes de 1999, habiendo coescrito una canción (titulada "Love Me And Leave Me") con el guitarrista y compositor de los Stone Roses, John Squire, para el debut de su banda "Seahorses" en 1997.
En 1999 los problemas prosiguieron, teniendo que aceptar a la fuerza mantenerse sobrio durante la grabación del cuarto álbum, “Standing On The Shoulder Of Giants”. En ese mismo año, Bonehead y Guigsy abandonarían la banda.
El primer tema suyo incluido en un álbum de Oasis fue "Little James", que trataba sobre su hijastro, y fue incluido en el cuarto disco de la banda "Standing On The Shoulder Of Giants" en 2000. Se supo claramente en posteriores entrevistas que Noel aportó mucho a la canción. Sin embargo, el tema no fue bien recibido por los fanes y críticos por su melodía y letra infantil, tal vez porque se esperaba un tema más roquero.
Para el álbum de 2002 "Heathen Chemistry", Liam escribió tres canciones; una balada "Born On A Different Cloud", la sarcástica y roquera "Better Man" y la acústica "Songbird" (de esta última se sabe que se la dedicó a su esposa, Nicole Appleton). Noel ha dicho que su hermano escribió cinco canciones para este álbum, pero que tomaron las tres mejores. Sus temas recibieron una más cálida bienvenida de los fanes.
En "Don’t Believe The Truth", hay otras tres composiciones de Liam, "The Meaning Of Soul", "Love Like A Bomb" y "Guess God Thinks I'm Abel". La segunda es descrita por Noel como la "hermana menor de "Songbird"" y una "canción para mujeres". La última es una balada como "Born On A different Cloud" pero las guitarras aportan la distintiva. Otro tema de Liam es "Won't Let You Down" que fue incluido en el sencillo "Lyla". Noel dijo que muchos de las setenta canciones que tenían en las sesiones de grabación del turbulento "Don’t Believe The Truth" eran de su hermano. Más adelante se incluyó otro tema de Liam, "Pass Me Down The Wine", en el segundo sencillo del disco "The Importance Of Being Idle".
Sin embargo, en una entrevista después del lanzamiento de su sexto álbum, Liam dijo que a menudo requería de la ayuda de Gem Archer para componer las canciones. Como resultado, Gem es coescritor del tema "Love Like A Bomb". Liam comentó: "Gem me ayuda mucho, yo lucho con las letras a veces... no puedo encontrar las palabras. Se me hace difícil porque soy un maldito compositor".
Una nueva canción de Liam "The Boy With The Blues" estaba planeada para que fuera sencillo en el verano de 2006, pero salió en el disco dos de Dig Out Your Soul en 2008.
En el disco de 2008 "Dig Out Your Soul", Liam escribió las canciones "I'm Outta Time", "Ain't Got Nothing" y "Soldier On". El primer tema mencionado salió a la luz, teniendo fama por parte del álbum correspondiente, que provocó la satisfacción de Liam con esta canción, además de Noel, el resto de la banda y los fanes.

### Beady Eye (2009-2014)
Ya formada su nueva banda Beady Eye en el 2009, tras la salida de su hermano mayor Noel de Oasis el año anterior, Liam junto a Andy Bell y Gem Archer se encargaron de escribir sus propios temas dejando de lado la hegemonía que era conocida en la primera banda. Para el disco debut, "Different Gear, Still Speeding" lanzado en febrero del 2011, Liam se encargó de escribir 5 de los 13 temas (sin mencionar algunos B-Sides), de los cuales uno de ellos ("Bring The Light") fue lanzado como el primer sencillo de la banda. El álbum no tuvo buena recepción y fue considerado por mayor parte de los críticos como una decepción, siendo comparado con el tercer disco de Oasis llamado "Be Here Now" y dejaba en claro que la banda necesitaba de Noel Gallagher para componer buenos temas.
Para junio del 2013, Beady Eye lanzó su segundo álbum llamado "BE". Meses antes de que saliera a la venta, Gallagher andaba diciendo que este iba a ser un álbum diferente, que era el disco que Oasis debió lanzar en vez de "Be Here Now", que era "rock lanzado al espacio" y que era el mejor disco que había hecho, debido al fracaso que tuvo en el primero. Escribió 4 de los 11 temas y algunos B-Sides, el resto fueron de Andy y Gem. El álbum recibió variadas críticas y fue muy promocionado por la banda, dando muchos conciertos gratuitos en diferentes tiendas de discos. Liam advirtió que si esta vez a la gente no le agradaba el disco, no se tomaría la molestia de escribir otro.
El 25 de octubre de 2014, Liam anunció a través de su cuenta de Twitter el fin de Beady Eye, y agradeció a sus fanes por el apoyo brindado durante los cinco años de actividad que tuvo la banda, esto reafirmado por una entrevista poco después de la disolución de la misma. Liam ha dicho que está orgulloso de lo realizado a pesar de su corta trayectoria. Con el tiempo, Beady Eye ha recibido críticas más positivas, y lentamente se ha convertido en una banda de culto tanto por la base de fans de Oasis como propiamente de la industria musical.

### Como solista (2016-2017)
En el 2016 comenzaron las grabaciones del primer álbum de Liam como solista. Liam lanza el 1 de junio de 2017 su primer sencillo en solitario llamado «Wall of Glass» para su primer álbum titulado As You Were, el 30 del mismo mes publica «Chinatown» el segundo sencillo. As You Were el álbum debut de Liam como solista se publicó el 6 de octubre del mismo año, aunque ya se lo podía reservar antes desde su página web como en otras tiendas digitales.
Vale destacar que As You Were rompió un récord de ventas en formato vinilo, vendiendo más de 16.000 copias en dicho formato en todo el mundo.

#### Why Me? Why Not(2018–2021)

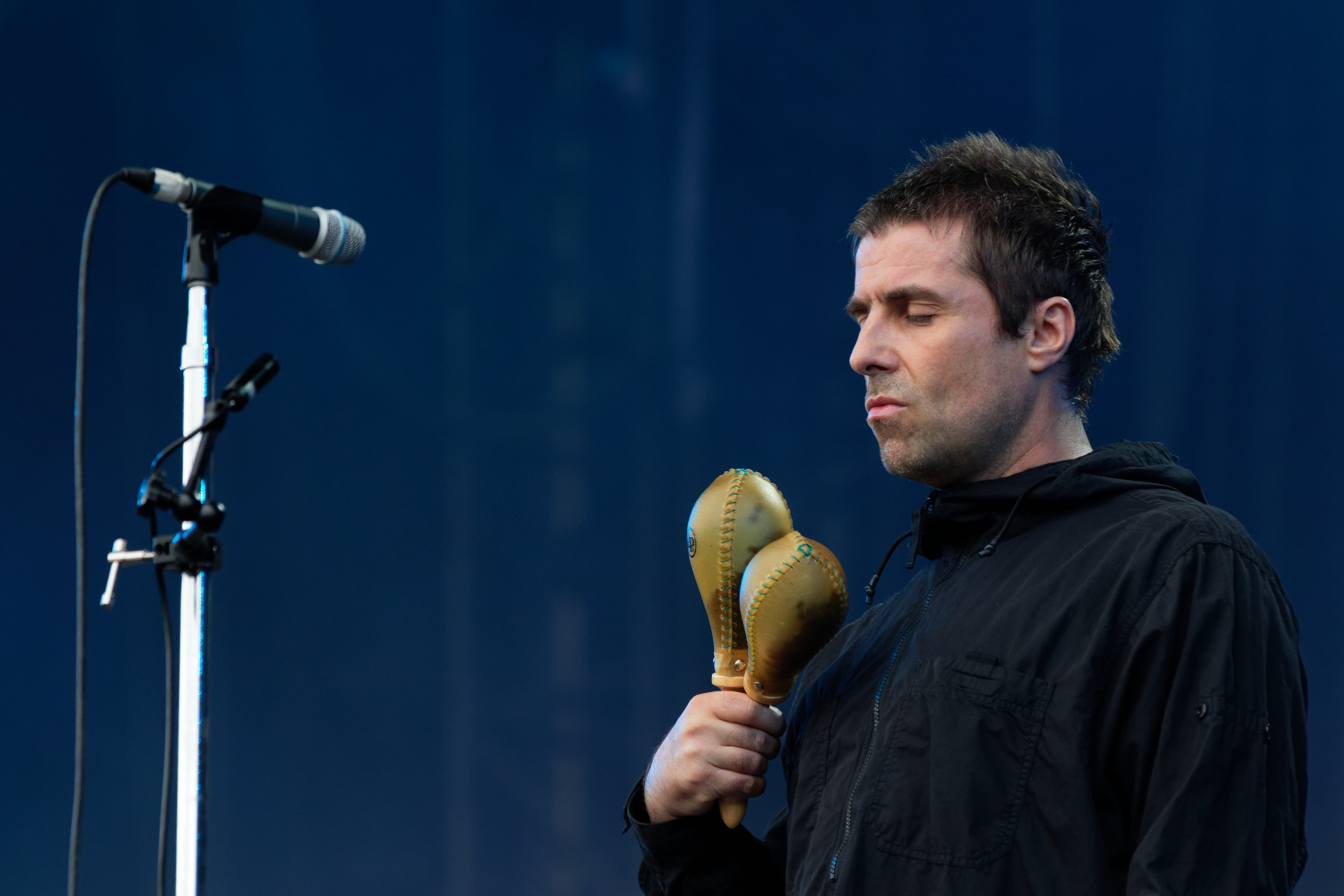
Gallagher actuando en julio de 2018

En febrero del 2018, Liam Gallagher realizó una actuación de la canción Live Forever en los Brit Awards como un tributo para las víctimas del atentado del Manchester Arena en el 2017, puesto que Ariana no pudo actuar a causa de encontrarse enferma. En abril, se confirmó que serviria de acompañamiento de The Rolling Stones en el London Stadium, el 22 de mayo, junto a varios de sus compañeros usuales. Más tarde en ese mismo mes, anunció que había empezado a trabajar en el segundo álbum con Greg Kurstin y Andrew Wyatt. El 29 de mayo del 2019, Liam reveló que el álbum se llamaría Why Me? Why Not. El 7 de junio, el primer sencillo del nuevo álbum sería lanzado Shockwave. El mismo día, se lanzó el documental "As It Was", el cual mostraba el retorno de Liam Gallagher a la música. El 27 de junio, lanzó el sencillo "The River", el 26 de julio, "Once" y el último de los singles, "One of Us" el 15 de agosto.

## Otras facetas
En mayo de 2010, Liam Gallagher fundó "In 1 Productions", una productora que tiene como meta inicial realizar un largometraje acerca de la historia de The Beatles. La trama será una visión humorística del libro "The Longest Cocktail Party: An Insider´s Diary Of The Beatles, Their Million Dollar Empire And It´s Wild Rise And Fall" de Richard DiLello, conocido por juntarse con los Beatles a finales de la década de 1960.
Además de la empresa de Gallagher, también se sumaría al proyecto la productora independiente londinense "Revolution Films", conocida por ser responsable de la realización de "24 Hour Party People", la película que retrata la creación de "New Order" en pleno estallido del post punk inglés.
Liam también fundó en 2009 la marca británica de ropa e indumentaria Pretty Green, que hasta el día de hoy ha alcanzado grandes ventas en Europa y el mundo. 
Es un reconocido hooligan del Manchester City Football Club.
En septiembre del 2013, Liam y Nicole Appleton concretan su divorcio, luego de que esta última descubriese la infidelidad del cantante con una periodista norteamericana, con quien tuvo una hija.

## Polémicas
Se dice que una vez Liam quiso aplastar los testículos de un fotógrafo de NME con sus propias manos. En 2006, se decía que Liam se peleó con el futbolista Paul Gascoigne en un pub, y que Liam abrió un extintor en la cara del futbolista.
Liam se tomó el trabajo de hacer conocidos sus gustos en contra de cualquier cosa que no sea inglesa (mayormente contra los estadounidenses y australianos). En uno de los primeros tours por Estados Unidos, Liam hacía comentarios peyorativos hacia la audiencia, así como de su hermano Noel. Sobre su pobre recepción en EE. UU., Liam comentó “Los estadounidenses tienen mal gusto, por eso existen los Backstreet Boys… deberían dispararles. Los estadounidenses quieren gente 'grunge', que se golpea en la cabeza en el escenario. Cuando llegamos nosotros, con desodorante, no nos entienden”.
Otra característica de Liam es su hábito de hacer declaraciones poco comprensibles. En el pasado llegó a decir que estaba poseído por el espíritu de John Lennon, sugiriendo que era la reencarnación del ex-Beatle. Noel asegura alimentar esto, llegando al punto de comprar el collar “atrapasueños” de Lennon.
En marzo de 2006, apuntó a The Rolling Stones y a U2, diciendo “Respeto a los Stones, pero sus canciones son una mierda. Y respecto a U2, no me dicen mucho, ni actúan como alguien normal”.
A diferencia de otras celebridades, Liam se mantuvo al margen de la Guerra en Irak en 2003, y criticó a la gente que usaba su posición de estrella para publicitarse.

## Discografía

### Álbumes
- As You Were (2017)
- Why Me? Why Not. (2019)
- MTV Unplugged (Live at Hull City Hall) (2020) (en vivo)
- C'mon You Know (2022)
- Down by the River Thames (2022) (en vivo)
- Knebworth 22 (2023) (en vivo)
- Liam Gallagher & John Squire (2024) (álbum colaborativo)

#### Sencillos
| "Wall of Glass"                                                                         | 2017 | 21  | 77 | 148 | 82 | 38 | 5  | - BPI: Silver | As You Were      |
| "Chinatown"                                                                             | 2017 | 56  | —  | —   | —  | —  | 32 |               | As You Were      |
| "For What It's Worth"                                                                   | 2017 | 33  | 82 | 182 | 91 | 46 | 19 |               | As You Were      |
| "Greedy Soul"                                                                           | 2017 | 56  | —  | —   | —  | —  | 63 |               | As You Were      |
| "Come Back to Me"                                                                       | 2017 | 101 | —  | 54  | 86 | —  | 78 |               | As You Were      |
| "I've All I Need"                                                                       | 2018 | —   | —  | 77  | 61 | —  | 35 |               | As You Were      |
| "Shockwave"                                                                             | 2019 | 22  | —  | —   | 57 | —  | 1  |               | Why Me? Why Not. |
| "The River"                                                                             | 2019 | —   | —  | —   | —  | —  | 56 |               | Why Me? Why Not. |
| "Once"                                                                                  | 2019 | 49  | 38 | —   | 76 | —  | 13 |               | Why Me? Why Not. |
| "One Of Us"                                                                             | 2019 | 50  | 31 | —   | 90 | —  | 8  |               | Why Me? Why Not. |
| "Now That I’ve Found You"                                                               | 2019 | 61  | —  | —   | 83 | —  | —  |               | Why Me? Why Not. |
| "All You're Dreaming Of"                                                                | 2020 | 24  | —  | —   | 91 | —  | —  |               | N/A              |
| "Everything's Electric"                                                                 | 2022 | 18  | —  | —   | —  | —  | —  |               | C'mon You Know   |
| "C'mon You Know"                                                                        | 2022 | —   | —  | —   | —  | —  | —  |               | C'mon You Know   |
| "—" denota una grabación que no entró en las listas o no fue lanzada en ese territorio. |      |     |    |     |    |    |    |               |                  |